# 福間元之
福間 元之（ふくま もとゆき）は、安土桃山時代から江戸時代前期にかけての武将。毛利氏家臣で長州藩士。父は福間元明。兄に福間元道。苗字は福万とも表記される。

## 生涯
毛利氏家臣・福間元明の次男として生まれる。
文禄3年（1594年）7月14日、毛利輝元の加冠を受けて元服し、「元」の偏諱を与えられて「元之」と名乗った。慶長4年（1599年）8月24日には、「藤右衛門尉」の官途名を与えられた。
慶長5年（1600年）の関ヶ原の戦いで西軍が敗北すると、毛利氏が長門・周防の2ヶ国に減封され、輝元に代わって秀就が毛利氏の家督を継いだ。
慶長10年（1605年）1月20日、秀就から「就」の偏諱を与えられたが、改名後の名は不明。
同年12月14日、同年の五郎太石事件の後に毛利氏家臣団や有力寺社の総勢820名が連署して毛利氏への忠誠や様々な取り決めを記した連署起請文において、224番目に「福万藤右衛門尉」と署名している。
寛永元年（1624年）5月5日に「藤左衛門尉」の官途名を与えられた。
父・元明が天正14年（1586年）に九州平定で戦死した後は兄の元道が家督を継ぎ、後に元之も新たに200石の知行を拝領して別家を起こしていたが、男子がいなかったため、寛永16年（1639年）2月23日に児玉景唯の末子である就政を孫娘のつちと婚姻させ、就政を婿養子とした。なお、婚姻に際して秀就は就政とつちのそれぞれに書状を出し、もし就政とつちが離縁することがあった場合は非の無かった方に元之の旧知行を与えると言い含めている。
慶安3年（1650年）11月8日に死去。